# 제니퍼 하일
제니퍼 하일(영어: Jennifer Heil, 1983년 4월 11일~)은 캐나다의 전직 프리스타일 스키 선수, 경영인으로 주 종목은 모굴이다. 2006년 동계 올림픽에서 여자 모굴 금메달, 2010년 동계 올림픽에서 여자 모굴 은메달을 획득했으며 세계 선수권 대회에서 금메달 4개와 은메달 2개를 획득했다. 또한 월드컵에서 종합 우승 1회, 모굴 부문 우승 5회를 달성했다.